# Uromunna brevicornis
Uromunna brevicornis is een pissebed uit de familie Munnidae. De wetenschappelijke naam van de soort is voor het eerst geldig gepubliceerd in 1946 door Thomson.